# Мицубиши ASX
Мицубиши ASX (енгл. Mitsubishi ASX) је градски кросовер који производи јапанска фабрика аутомобила Мицубиши моторс. Производи се од 2010. године.

## Историјат
На тржиштима Јапана и Канаде познат је под називом Мицубиши RVR, у САД-у и Индонезији као Мицубиши аутлендер спорт, а у остатку света као Мицубиши ASX (Active Sports Crossover). У сарадњи са Пежо-Ситроеном од 2012. године производе се истоветне верзије Пежо 4008 и Ситроен Ц4 еркрос.
Компактни теренац је развијен на бази концепта из 2007. године (Concept-cX), а ради се о најновијем деривату средње велике платформе Мицубиши моторса, имена Project global. Дебитовао је на салону аутомобила у Женеви 2010. године. У портфолију јапанског произвођача заузима место испод теренаца паџера и аутландера. Дизајн аутомобила је карактеристичан за моделе Мицубишија. Напред доминира једноделна маска хладњака, коју користе модели ленсер, аутлендер и колт. Утисак теренског аутомобила стварају и проширени блатобрани.
На Euro NCAP тестовима судара, Мицубиши ASX је 2011. године добио максималних пет звездица за безбедност. 2012. године је урађен благи редизајн.
Доступан је са петостепеним и шестостепеним мануелним мењачем, као и са CVT мењачем. У понуди су верзије са погоном на предњим точковима и на сва четири точка. Мотори који се уграђују су, бензински мотори од 1.6 (115 КС), 1.8 (139 КС), 2.0 (148 КС) и дизел мотори од 1.8 (115 и 150 КС).

## Галерија
- Мицубиши ASX (од 2012)
- Мицубиши ASX (од 2012)
- Мицубиши RVR, трећа генерација
- Пежо 4008